# Telegraph (album)
Telegraph – debiutancki album studyjny amerykańskiego aktora i piosenkarza Drake'a Bella, wydany 27 września 2005 roku.

## Lista utworów
Wszystkie utwory napisane przez Drake'a Bella i Michaela Corcorana; wyjątki zaznaczone. 
1. "Intro" – 0:27
2. "Found a Way" – 3:02
3. "Circles" (Bell) – 4:06
4. "Somehow" – (Harold Roa Nieto)4:40
5. "In the End" – 4:24
6. "Don't Preach" (Harold Roa Nieto) – 3:24
7. "Hollywood Girl" (Bell, Corcoran, G.L. Petersen) – 2:53
8. "Golden Days" (Bell, D. Tashian, G. Garner) – 3:43
9. "Down We Fall" – 5:49
10. "The Backhouse" – 0:19
11. "Highway to Nowhere" (Bell, Scott Bennett, Spencer Bromley, Morton Shallman) – 4:04
12. "Telegraph" – 3:39